# Corporación Académica Ambiental
La Corporación Académica Ambiental es una unidad académica de la Universidad de Antioquia –UdeA-, se encuentra ubicada en la Ciudad Universitaria, campus ubicado en la ciudad colombiana de Medellín. Se creó mediante los Acuerdos 107 y 110 de 1997 del Consejo Superior, se encarga de desarrollar programas de investigación, extensión y docencia en el área ambiental para buscar soluciones a problemas en dicha área del conocimiento. Por ser una entidad flexible de carácter virtual, la Corporación Ambiental se apoya en los diversos recursos de la Universidad: recursos humanos, el trabajo con centros y grupos de investigación, los laboratorios y la infraestructura en general, es por ello que los frutos de la Corporación, lo son también de las unidades académicas y las demás entidades universitarias con quienes trabaja.
Las actividades de la Corporación Ambiental se establecen alrededor de los planteamientos del Desarrollo Humano Sostenible, contribuyendo a la construcción de una visión holística e interdisciplinaria por medio de la integración de las dimensiones social, económica, ecológica y tecnológica.

## Investigación

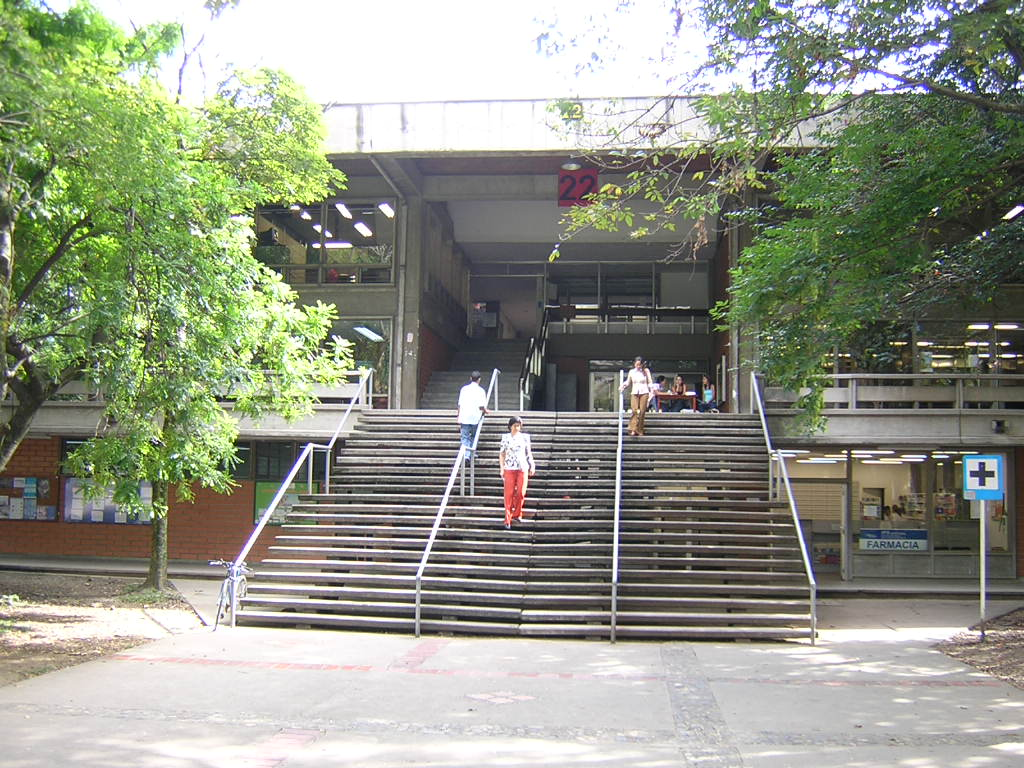
Bloque 22, sede de la Corporación.

La investigación es el eje articulador de la Corporación Ambiental, hoy en día se trabajan en líneas aplicadas, teóricas y metodológicas con el fin de afrontar de manera interdisciplinaria y precisa el conocimiento ambiental a partir de problemas determinados. 
Líneas
- Desarrollo sostenible con énfasis en zonas rurales.
- Estudio integral de ecosistemas naturales.
- Ecotoxicología.
- Estudio integral de paisajes urbanos
- Tecnologías limpias y desarrollo sostenible.
- Medio ambiente y sociedad.

### Centros y Grupos
La Corporación Ambiental trabaja en sociedad con centros y grupos de investigación de la Univarsidad; especialmente en las áreas de ciencias naturales, ciencias de la salud, ingenierías, ciencias sociales, ciencias jurídicas y ciencias económicas. Entre ellos están:
- Grupo Biotecnología
- Grupo Ciencia y Tecnología del Gas y Uso Racional de la Energía
- Grupo Corrosión y Protección
- Grupo Desarrollo Sostenible - GDS
- Grupo Energía Alternativa - GEA
- Grupo Gestión y Modelación Ambiental - GAIA
- Grupo Ingeniería y Gestión Ambiental - GIGA
- Centro Investigaciones Económicas - CIE
- Centro Investigación y Extensión - Escuela de Bacteriología y Laboratorio Clínico
- Centro Investigaciones y Consultorías Administrativas- CICA
- Grupo Investigación en Seguridad Alimentaria y Nutricional - PISAN
- Grupo Limnología Básica y Experimental
- Grupo Malaria
- Grupo Medio Ambiente y Sociedad MASO
- Grupo Microbiología Aplicada
- Grupo Salud Ambiental
- Grupo Vida, Derecho y Ética

## Programas
Pregrado
- Ecología de Zonas Costeras
- Oceanografía
- Tecnología en Ecología y Turismo (programa tecnológico)

Posgrado
- Maestría en Ciencias Ambientales
- Maestría en Biotecnología